# Pula a Fogueira
Pula a Fogueira é o título da marchinha junina de autoria de Getúlio Marinho, mais conhecido como "Amor" e composição de João Bastos Filho, lançada em 1936 pelo cantor brasileiro Francisco Alves.
Em 2023, o ECAD divulgou o ranking das músicas mais tocadas no segmento de Festas Juninas nos últimos 10 anos, e ela figurou na 13ª posição.

## Dados artísticos
A marcha carnavalesca havia se tornado o principal estilo musical nos festejos de Momo na década de 1930 e acabou transposto também para a música junina que surgia naquele mesmo período.
Getúlio Marinho era já um compositor consagrado quando Francisco Alves, gravando nos estúdios da RCA Victor, lançou a canção no disco número 34.068, alcançando um "estrondoso sucesso".
Em sua letra Marinho registrou os versos que se tornaram populares nas festas de São João, com o refrão:
Pula a fogueira, iaiá

Pula a fogueira, ioiô

Cuidado para não se queimar

Olha que a fogueira

Já queimou o meu amor!